# Handaoia elongata
Handaoia elongata är en stekelart som beskrevs av André Seyrig 1952. Handaoia elongata ingår i släktet Handaoia och familjen brokparasitsteklar. Inga underarter finns listade i Catalogue of Life.